# Громов, Алексей Алексеевич
Алексе́й Алексе́евич Гро́мов (род. 31 мая 1960 года, Загорск, Московская область) — российский государственный деятель. Первый заместитель руководителя Администрации президента Российской Федерации с 21 мая 2012 года.
С 15 апреля 2021 года находится под персональными санкциями США. 8 марта 2022 года после вторжения России на Украину санкции против него ввела также Япония. Также находится под персональными санкциями ЕС, Великобритании, Канады, Швейцарии, Австралии, Украины.

## Биография
В 1982 году окончил Московский государственный университет имени М. В. Ломоносова (МГУ), исторический факультет, кафедра истории южных и западных славян.
Во время учёбы в университете в течение года был комиссаром комсомольского оперотряда МГУ. Владеет чешским, словацким и английским языками.

### Работа в МИДе
В период с 1982 по 1996 годы работал в МИД СССР, МИД России:
- 1982—1985 годах — секретарь Генерального консульства СССР в Карловых Варах, ЧССР;
- 1985—1988 годах — атташе посольства СССР в Праге, ЧССР; в тот период времени познакомился с Владимиром Путиным[источник не указан 261 день];
- 1988—1991 годах — третий, второй секретарь секретариата заместителя министра иностранных дел СССР;
- 1991—1992 годах — первый секретарь Общего секретариата МИД СССР, МИД России;
- 1992—1993 годах — консул Генерального консульства России в Братиславе, Словакия;
- 1993—1996 годах — советник посольства России в Братиславе, Словакия.

### Руководитель пресс-службы президента России
22 ноября 1996 года распоряжением президента России Бориса Ельцина был назначен руководителем пресс-службы президента России, сменив Игоря Игнатьева.
4 марта 1998 года указом президента России был назначен начальником управления пресс-службы Администрации президента России.

### Пресс-секретарь президента России

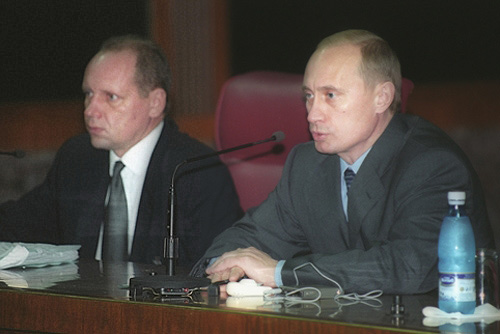
Алексей Громов и Владимир Путин, 15 декабря 2000 года

31 декабря 1999 года в связи с досрочным уходом президента Российской Федерации Бориса Ельцина в отставку исполняющим обязанности президента был назначен Владимир Путин. 4 января 2000 года Путин назначил Громова на должность пресс-секретаря исполняющего обязанности президента России.
В марте 2000 года на президентских выборах Владимир Путин был избран президентом, и Алексей Громов занял должность пресс-секретаря президента России, сменив на этой должности Дмитрия Якушкина, оставшегося исполнять обязанности пресс-секретаря при Ельцине после его отставки.
В 2000 году стал лауреатом премии журнала «Огонёк» «за обеспечение информационной открытости Кремля».
В 2001 году Громов вошёл в состав совета директоров ОАО «ОРТ».
26 марта 2004 года после переизбрания Путина на второй срок Громов был переутверждён на своей должности.
В 2004 году вошёл в состав совета директоров ОАО «Первый канал», пришедшего на смену ОАО «ОРТ».
С 2012 года на должности пресс-секретаря президента Громова сменил Дмитрий Песков.

### Заместитель руководителя Администрации президента России
12 мая 2008 года назначен заместителем руководителя Администрации президента Российской Федерации.
21 мая 2012 года назначен первым заместителем руководителя Администрации президента Российской Федерации. Аналогичную и равноправную должность занимает Сергей Кириенко. 14 мая 2024 года переназначен - первым заместителем главы администрации президента.

## Расследование издания «Проект»
В январе 2019 года издание «Проект» опубликовало анализ профессиональной деятельности Громова. Основными направлениями работы Громова, по мнению авторов расследования, являются цензура и пропаганда, директивы для ведущих средств массовой информации, управление и финансовое обеспечение президентского пула журналистов. Издание отметило, что Громов работает в Администрации президента России 23 года, что дольше, чем кто-либо из коллег, пользуется неограниченным доверием президента, только Громову дозволяется заходить в кабинет к Путину по необходимости почти в любой момент.
Информацию о фактическом вмешательстве Алексея Громова в работу СМИ в 2020 году также сообщил журналист Андрей Караулов в интервью своему украинскому коллеге Дмитрию Гордону, упомянув, что Громов причастен к задержкам в освещении российскими СМИ таких событий, как массовое убийство в Керченском политехническом колледже и смерть бывшего мэра Москвы Юрия Лужкова. Караулов в этом интервью называет Громова «главным идеологом страны».
По данным издания «Вёрстка», Алексей Громов курирует работу телевидения на аннексированных территориях Украины.

## Международные санкции
В апреле 2021 года внесён в санкционный список США, так как «руководит кремлёвским медиааппаратом, чтобы усугубить напряжённость в США и дискредитировать президентские выборы 2020 года».
Из-за поддержки российской агрессии и нарушения территориальной целостности Украины во время российско-украинской войны находится под персональными международными санкциями разных стран. С 14 марта 2020 года находится под санкциями всех стран Европейского союза, поскольку отвечает за «указание российским СМИ занять благоприятную позицию в отношении сепаратистов в Украине и аннексии Крыма, тем самым поддерживая дестабилизацию Восточной Украины и аннексию Крыма».
С 16 сентября 2022 года находится под санкциями Великобритании. С 20 марта 2014 года находится под санкциями Соединённых Штатов Америки. С 21 марта 2014 года находится под санкциями Канады. С 2 апреля 2020 года находится под санкциями Швейцарии. С 24 июня 2020 года находится под санкциями Австралии. С 8 марта 2022 года находится под санкциями Японии.
Указом президента Украины Владимира Зеленского от 19 октября 2022 находится под санкциями Украины.

## Личная жизнь и собственность
Алексей Громов женат, его супруга — кандидат исторических наук, старший научный сотрудник ИВИ РАН Анна Витальевна Громова. Вместе с Олегом Дерипаской она является учредителем Елисаветинско-Сергиевского просветительского общества. Два сына: Алексей и Данила. Старший сын — сотрудник Russia Today, партнёр Дерипаски и Романа Абрамовича в проекте по производству алюминиевых автомобильных дисков.
Громов пользуется двумя служебными квартирами площадью 121,5 и 225 квадратных метров, а также загородным домом площадью 961 квадратных метров на Рублёвке, близ президентской резиденции Ново-Огарёво, в коттеджном посёлке для элиты «Ильинские дачи». Площадь земельного участка, полученного в 2002 году Громовым от государства, около 3000 квадратных метров, ориентировочная стоимость дома 850 млн рублей. Согласно данным, размещённым в декларации, содержащей сведения о доходах, расходах, об имуществе и обязательствах имущественного характера лиц, замещающих государственные должности Российской Федерации, за 2018 года Алексей Громов заработал 10 529 329 рублей. Доход его супруги за тот же период составил 689 641 рубль.

## Награды
- Орден Почёта (Южная Осетия, 14 января 2009 года) — за большой вклад в укрепление дружбы и сотрудничества между Южной Осетией и Российской Федерацией, за своевременную и высокопрофессиональную помощь в прорыве информационной блокады в дни вооружённой агрессии Грузии против Республики Южная Осетия в августе 2008 года[21][3].
- Благодарность Президента Российской Федерации (18 января 2010 года) — за активное участие в подготовке послания президента Российской Федерации Федеральному собранию Российской Федерации[22][3].
- Орден святого преподобного Серафима Саровского (РПЦ) III степени, 2010[23][3].